# Minoritenkloster Monschau

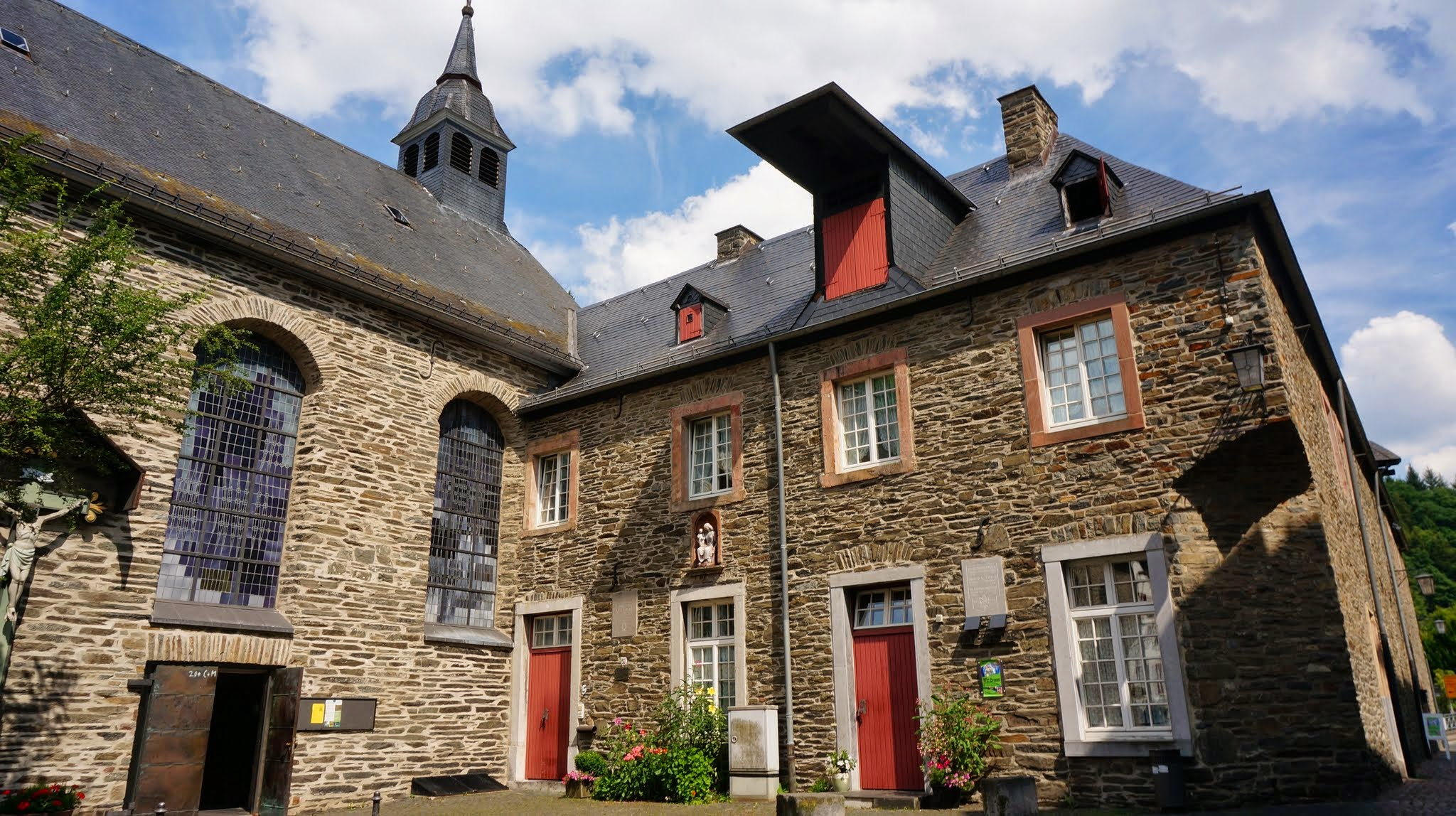
Aukloster

Das Minoritenkloster Monschau (auch genannt Aukloster und Aukirche nach der Flurbezeichnung „Junkersau“) war eine Niederlassung der Ordensgemeinschaft der Franziskaner-Minoriten in der Stadt Monschau in der Städteregion Aachen.
Der Klosterbau erfolgte in der Zeit zwischen 1717 und 1720 und die Errichtung der dazu gehörenden Klosterkirche St. Mariä Empfängnis zwischen 1725 und 1751. Das Kloster wurde 1802 infolge der Säkularisation aufgelöst, die Klostergebäude wurden privatisiert. Die vormalige Klosterkirche wurde zunächst Filialkirche der Pfarrkirche St. Mariä Geburt und 1863 zur Pfarrkirche erklärt. Beide Gebäudekomplexe – Kloster und Kirche – wurden mehrfach restauriert und umgebaut und stehen seit den 1980er-Jahren unter Denkmalschutz.

## Klostergeschichte

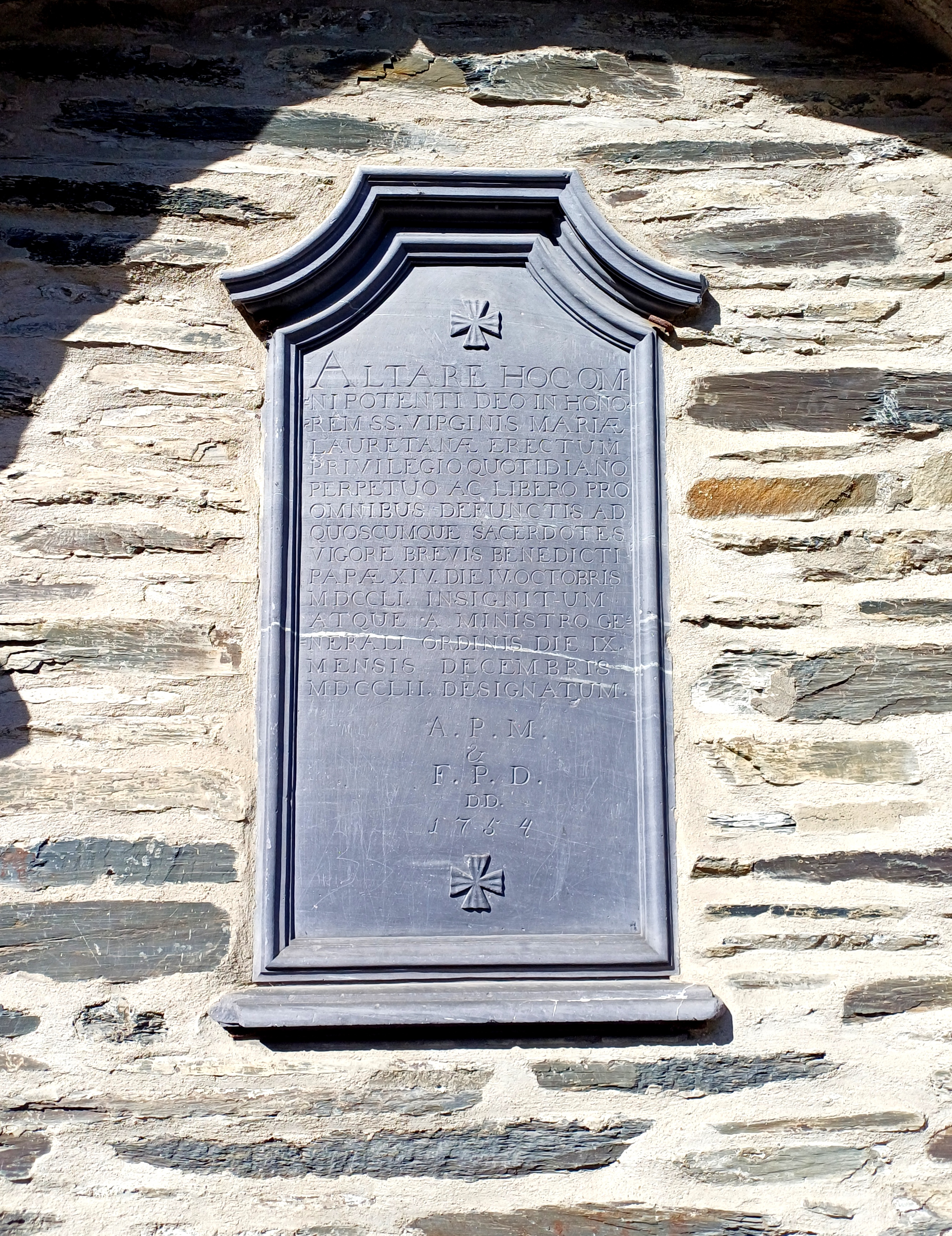
Widmungstafel zur Kirchweihe
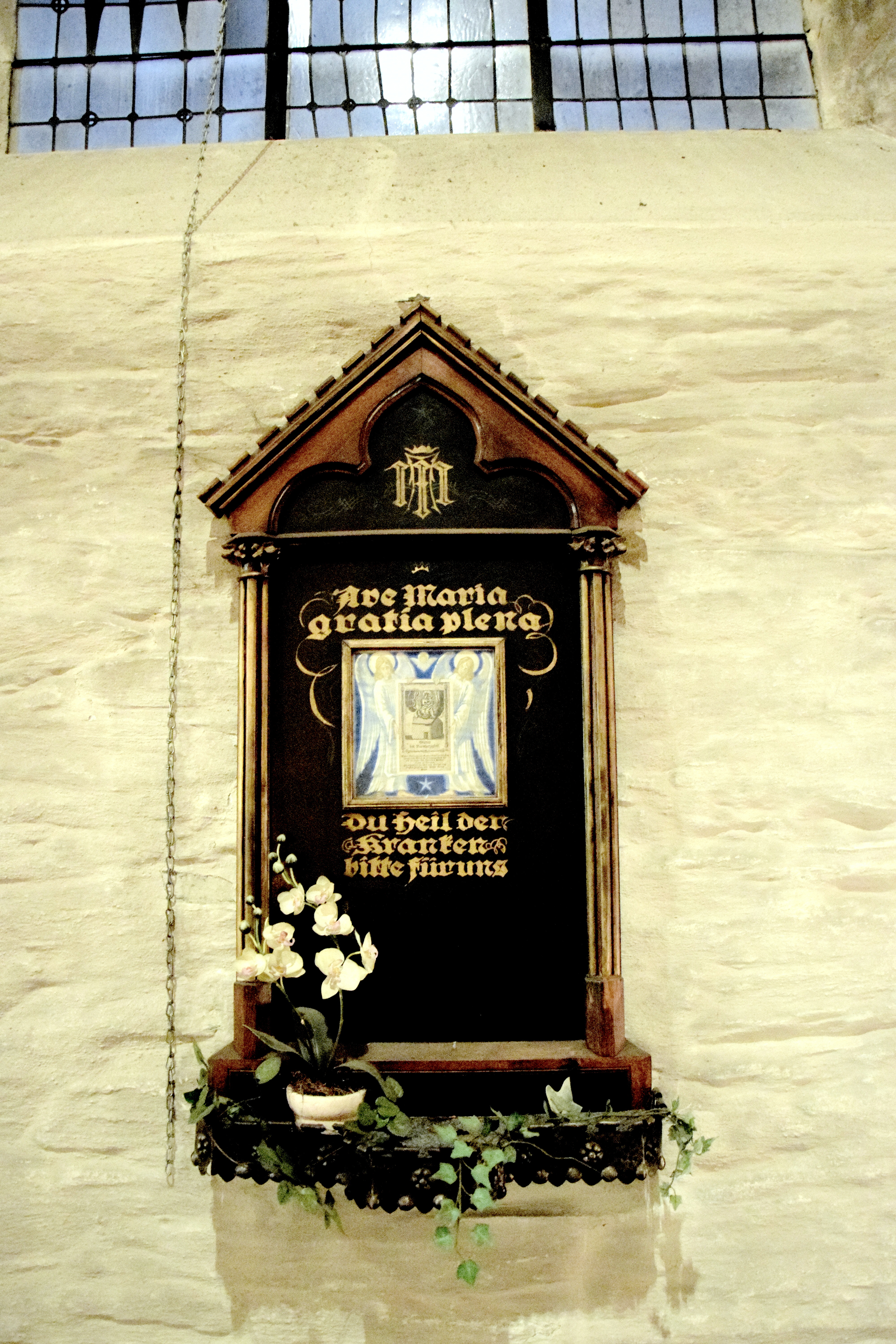
Ave-Maria-Bildstock
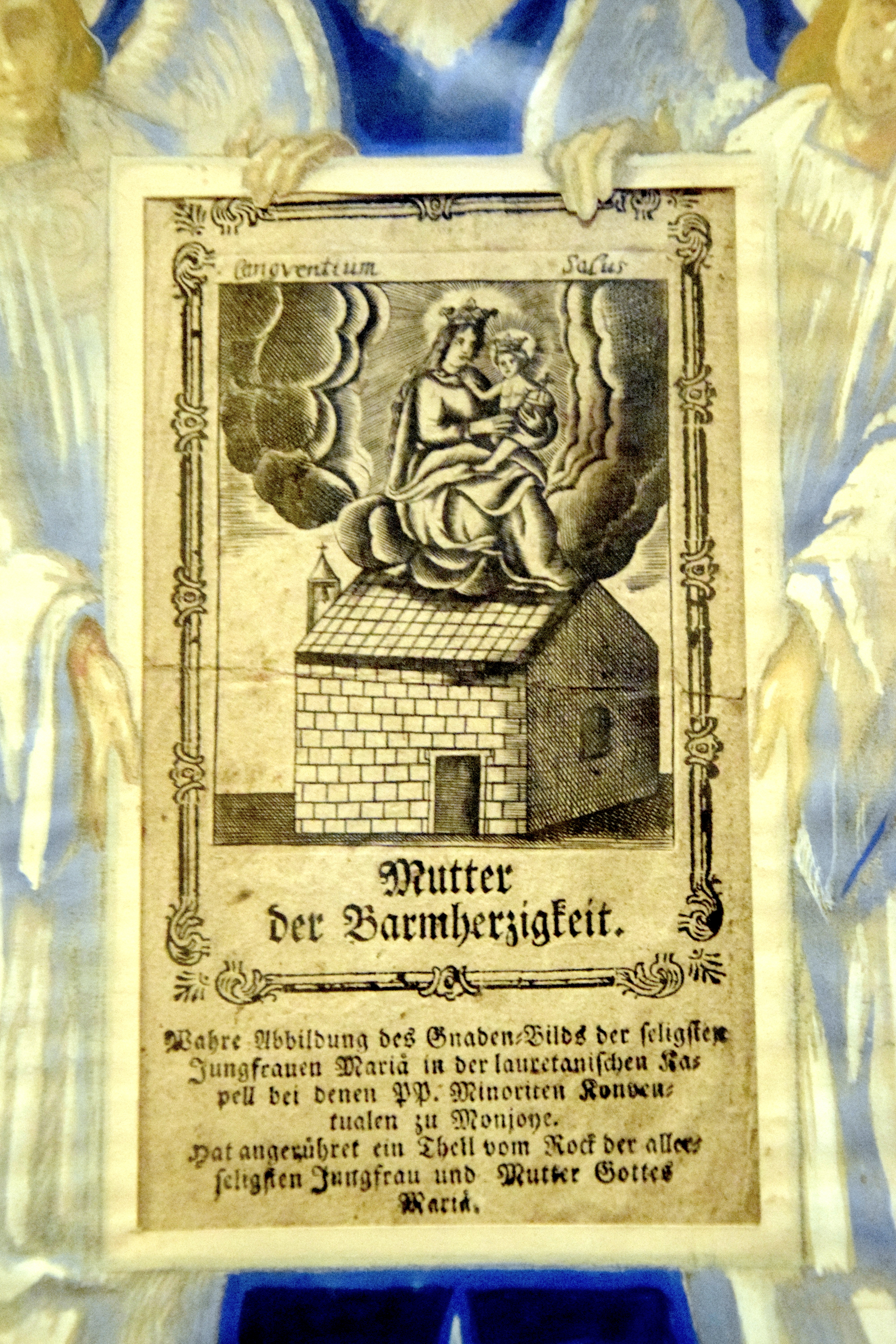
Schriftrolle im Ave-Maria-Bildstock

Im Jahr 1690 überbrachte der Guardian des Klosters Nideggen, Hubert Mertens, dem Provinzkapitel der Kölnischen Minoritenprovinz, die im Minoritenkloster Lennep tagte, die Bitte der Bürgerschaft Monschaus, im Ort eine Niederlassung zu gründen. Das Ordenskapitel lehnte ab, gab jedoch beim nächsten Kapitel 1693 eine Zusage, die jedoch zunächst noch nicht umgesetzt wurde. Aber erst 1711 erneuerten die Monschauer Bürger ihre Bitte beim damaligen Provinzial Bruno Schmitz, der aus Nideggen stammte. Jetzt wurde das Projekt in Angriff genommen. Der Orden erklärte sich bereit, ab 1720 eine Höhere Knabenschule für Monschau in den Klosterräumen einzurichten, und die Stadt Monschau erklärte den für das Kloster zu erwerbenden Grund am 25. Oktober 1711 für steuerfrei. Als erster Oberer wurde Pater Robert Waterkan mit drei weiteren Patres und einem Laienbruder zur Klostergründung nach Monschau entsandt. Sie wohnten zunächst in Privathäusern. Zwei vom Landesherrn kostenfrei angebotene Grundstücke in der „Burgau“ und auf dem „Gringel“ erschienen als ungeeignet. Die Eheleute Wilhelm Kesseler und Anna Weyerstraß stellten mit Unterstützung des Stadtrates und gegen den Protest anderer Anwohner ein Grundstück in der Flur „Junkersau“ südöstlich des heutigen Marktplatzes am ehemaligen Stadtrand von Monschau dicht am Ufer der Rur für die Niederlassung zur Verfügung. Die Minoriten kauften das Land für 1406 Reichstaler. Der Kölner Erzbischof und Kurfürst Johann Clemens genehmigte die Klostergründung am 21. Mai 1712. 
Die Minoriten erbauten für ihre Seelsorge zunächst eine kleine Notkirche mit einem Bildnis Unserer Lieben Frau von Loreto, die am 11. November 1714 eingeweiht wurde. Ihr Grundstein aus dem Jahre 1712 ist heutzutage an einem Nordpfeiler der Klosterkirche eingemauert. Als Ausstattung für die Kapelle wurden ihr von verschiedenen Patres eine Glocke, ein goldenes Reliquiar, zwei goldene Kronen für ein Gnadenbild und eine kostbare Kasel sowie von dem Konvent in Nideggen ein kupfernes Reliquiar gestiftet. Das Marienbild in der Kapelle wurde von der Bevölkerung sehr verehrt. 
Schließlich erfolgte 1717 die Grundsteinlegung zum Klosterbau, der 1720 endgültig fertiggestellt und eingeweiht werden konnte. Die Zahl der Minoriten war inzwischen auf 15 Mitglieder angewachsen. Auf der zur Rur hin gelegenen Seite des im Stil eines Vierkanthofes angelegten Klostergebäudes sind noch die Maueranker mit der Zahl 1720 und die Buchstaben „PGR“ für Provinzial Georg Richermo zu erkennen. Bis zum 18. Jahrhundert gehörten zum Klosterareal östlich des Gebäudekomplexes noch große Freiflächen, die als Klostergarten genutzt wurden und mit einem Kaffeepavillon ausgestattet waren.
Erst 1725 erfolgte durch Provinzial Odendahl die Grundsteinlegung zum Bau der Klosterkirche, die sich aus Platzgründen westlich dem Klostertrakt anschließen musste und in deren Chor die Loretokapelle miteinbezogen werden sollte. Die Kirche selbst – bis 1923 noch ohne Kirchturm – konnte nach vielen Verzögerungen erst im Jahr 1751 durch den Abt des Klosters Steinfeld Gabriel Hilgers geweiht und unter das Patrozinium des Glaubensgeheimnisses der Unbefleckten Empfängnis der Gottesmutter Maria gestellt werden.
Während der französischen Besatzungszeit zwischen 1794 und 1815 wurde das Minoritenkloster, in dem zu jener Zeit 13 Brüder lebten, im Jahr 1802 (am 20 prairial X) von den neuen Machthabern zwangsweise säkularisiert und der Zivilgemeinde Monschaus zu Schulzwecken überlassen. Hier unterrichteten einige im Ort verbliebene Minoriten zunächst weiter, bevor die vormalige Minoritenschule nach mehreren räumlichen Wechseln und zeitlichen Unterbrechungen in dem heutigen städtischen St.-Michael-Gymnasium aufging, das seit 1953 im Ortsteil Haag residiert. Nach dem Auszug der Schule diente das ehemalige Klostergebäude der Stadtverwaltung Monschaus als Heimatmuseum, als Amtsgebäude und in Teilen als Mietwohnungen.
In der Zeit von 1973 bis 1989 stand das Gebäude leer, und die Bausubstanz unterlag einem starken Verfall. Daraufhin kaufte im Jahr 1989 die Landesentwicklungsgesellschaft NRW (LEG) die Immobilie, entkernte sie weitgehend und gliederte sie in Bereiche für Mietwohnungen und Veranstaltungsräume um. Dabei wurde Wert darauf gelegt, das äußere Erscheinungsbild, die Struktur des Erdgeschosses und die Beibehaltung einiger historischer Baudetails zu erhalten.
Mit Wirkung zum 1. Januar 2015 verkaufte die LEG den ehemaligen Klosterkomplex an die „Monschauer Stadtentwicklungsgesellschaft mbH & Co. KG“, die ihrerseits den früheren Kreuzgang in Kombination mit dem Innenhof für Ausstellungen und für gesellschaftliche Anlässe sowie den Bürgersaal für kulturelle, musische und künstlerische Anlässe aller Art, für Empfänge, private Feiern, Tagungen und Bildungsveranstaltungen zur Verfügung stellt.

## St. Mariä Empfängnis

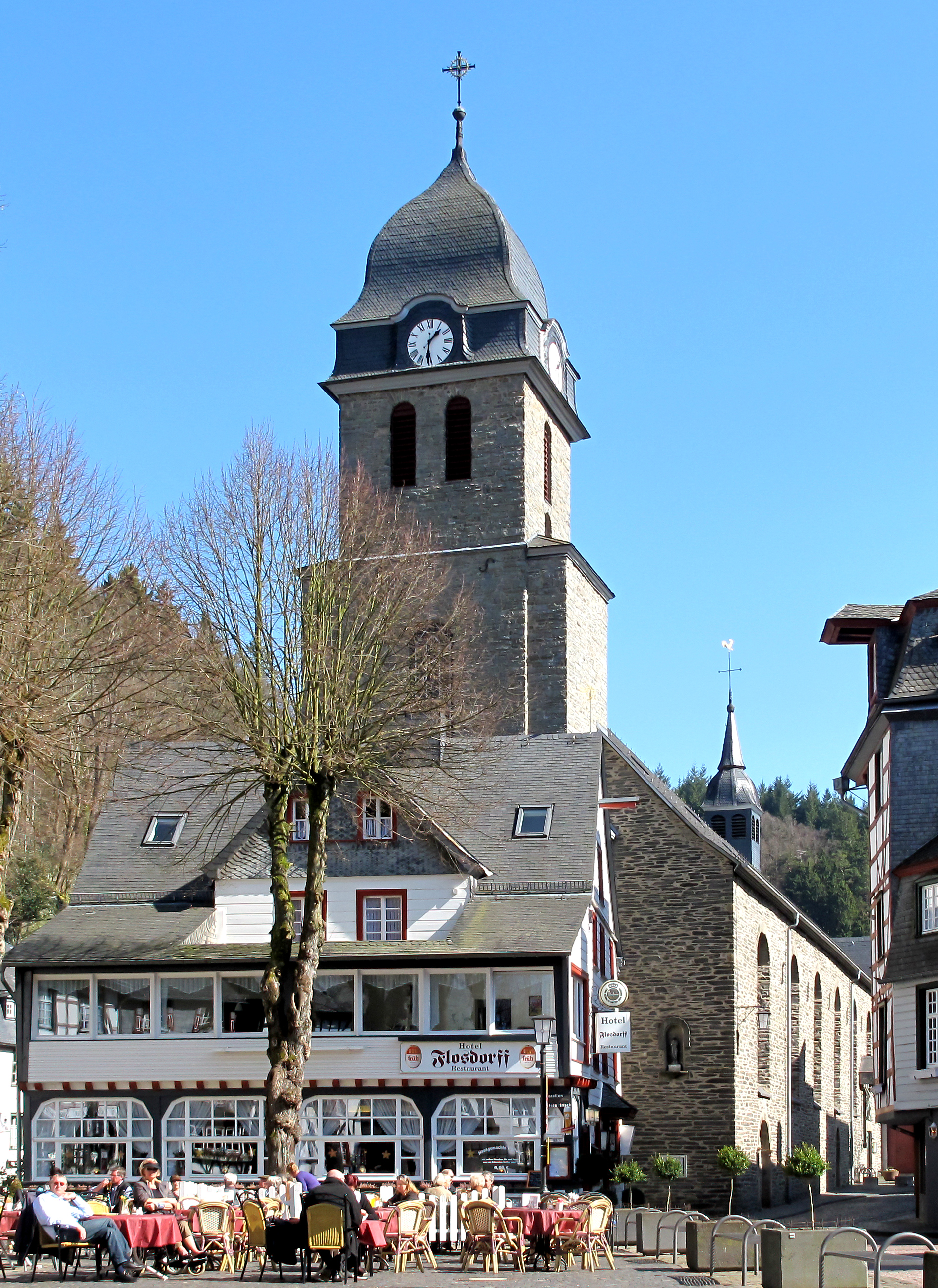
Vorderansicht von Westen
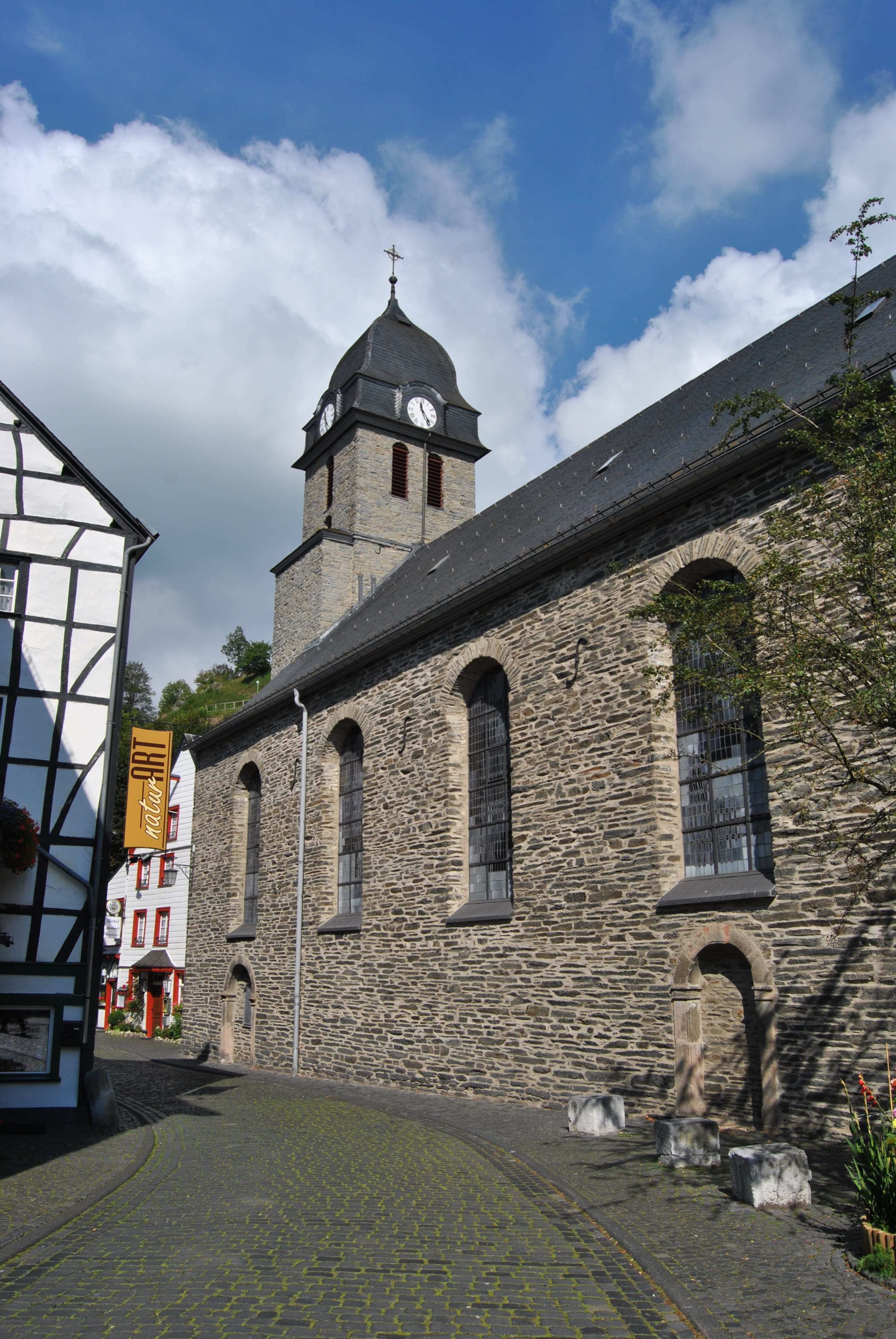
Seitansicht von Süden

Rund fünfzig Jahre nach ihrer Weihe wurde die vormalige Klosterkirche St. Mariä Empfängnis nach der Säkularisierung des Klosters durch die Franzosen zur Filialkirche der Pfarre St. Mariä Geburt erklärt, wodurch sie vor der Profanierung gerettet werden konnte. Im Jahr 1860 brach in der dortigen Loretokapelle ein Feuer aus, das die Kapelle und das Gnadenbild sowie einen Großteil der Innenausstattung der Kirche völlig zerstörte. Anschließend wurde sie unter Federführung des Kirchenarchitekten Vincenz Statz grundlegend saniert. Dabei wurde unter anderem im westlichen Teil eine Orgelbühne eingerichtet, die vom restlichen Kirchenschiff mit einem Gitter getrennt und auf der eine neue Orgel aus der Orgelbauwerkstatt Stahlhuth in Hildesheim aufgestellt wurde. Die modernisierte und im Inneren auch geräumigere Mariä-Empfängnis-Kirche konnte zudem mehr Besucher fassen und wurde daraufhin im Jahr 1863 zur Pfarrkirche erhoben, die Kirche St. Mariä Geburt, die dem gestiegenen Bedarf nicht mehr gewachsen war, wurde zur Filialkirche erklärt.
Bereits seit Ende des 19. Jahrhunderts kam seitens der Bürgerschaft der Wunsch auf, die Kirche mit einem repräsentativen Turm auszustatten. Aber erst nachdem im Jahr 1918 die Familie Bourscheidt, Besitzerin der Gaststätte „Zur alten Klosterschänke“ (heute „Hotel Flosdorff“), Teile ihres an die Kirche grenzenden Grundstücks der Pfarrgemeinde verkauft hatte, wurde der Kölner Architekt Heinrich Fortmann mit dem Bau eines Kirchturms beauftragt. Schließlich erfolgte in den Jahren 1922/1923 die Errichtung des Turmes vor der Westfassade der Kirche, wobei das Turmuntergeschoss für die neue Marienkapelle als Ersatz für die frühere Loretokapelle hergerichtet wurde. Mit der Errichtung des Turmes wurde der frühere Haupteingang der Kirche zugemauert und dafür in der Südfassade ein neuer Zugang eingelassen. Zudem wurde der Turm mit vier neuen Stahlglocken aus der Werkstatt des Bochumer Vereins ausgestattet.
Weitere grundlegende Sanierungen des Kirchengebäudes fanden zunächst 1937 statt, als unter anderem im Untergeschoss eine Krypta angelegt und der Turm auf jeder Seite mit einer Uhr ausgestattet wurde, sowie zwischen den Jahren 1945 und 1956, als Schäden infolge des Zweiten Weltkriegs behoben wurden.
Eine maßgebliche Erneuerung widerfuhr der Kirche ab den 1960er-Jahren, als sie nach Plänen von Stephan Legge und seiner Gattin Ursula Legge-Suwelack nach den Vorgaben der Liturgiereform durch das Zweite Vatikanische Konzil umgebaut wurde. Die Kirche ist seitdem eine Querkirche. Der Altar wurde an die nördliche Längswand versetzt und die Bestuhlung im Halbkreis davor positioniert. Außerdem wurde ein Großteil der Kirchenfenster und Lampen erneuert. In den vormaligen Altarraum wurde die Orgel versetzt, und zusätzliche Sitzplätze wurden dort eingerichtet, die bei Festgottesdiensten genutzt werden können. Damit verfügt die Kirche über insgesamt 450 Sitz- und 200 Stehplätze. Schließlich wurde als letztes im Jahr 1984 noch der Turm saniert.
Insgesamt zeigt sich die heutige Kirche als rechteckige, über sieben Joche gehende Saalkirche in Bruchsteinbauweise mit Satteldach. Im Inneren sind die Joche mit Kreuzrippengewölbe aus verputztem Holz ausgestattet. An der Westfassade befindet sich der vorgebaute hohe querrechteckige, abgestufte Turm und über dem Glockengeschoss eine Haube im Stil des Barock. An der Ostseite des Dachfirstes sitzt der kleine quadratische Dachreiter mit Spitzhaube, der einst als Glockentürmchen diente.

### Ausstattung

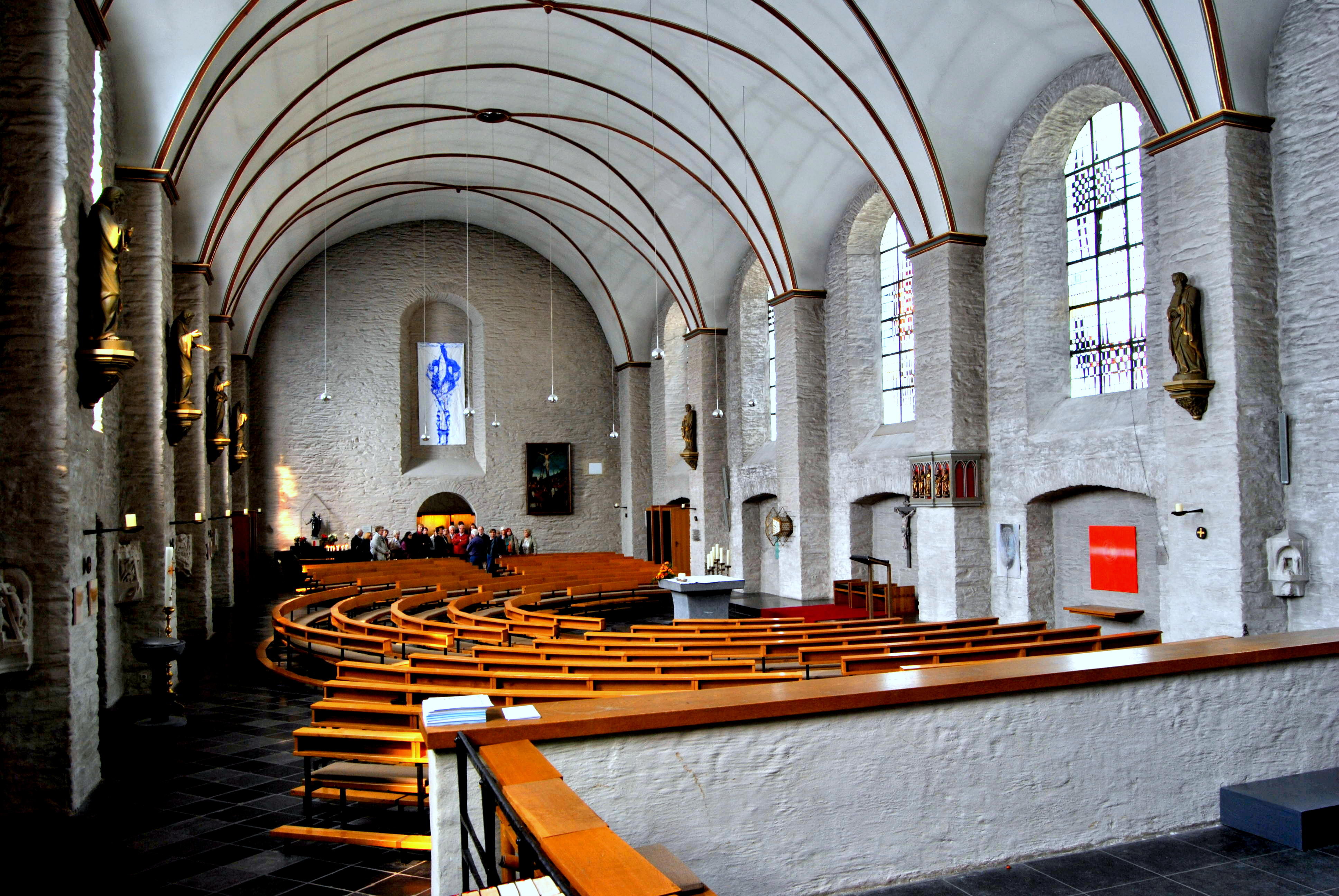
Kirchenschiff (Blick von Ost nach West)

Nach dem Umbau in den 1960er-Jahren erhielt die Kirche mehrheitlich eine neue moderne Ausstattung, darunter den Altar von 1973, das Verkündigungspult, den Tabernakel sowie einen aus Bronze und Messing angefertigten Leuchter nach Entwürfen von Stephan Legge. Das Ewige Licht stammt dagegen aus dem 19. Jahrhundert und ist in einem offenen Messinggeflecht an dem Stützpfeiler hinter dem Altar verankert. Im gleichen Zeitraum wurde auch das Altarkreuz in dunklem Messing mit großem, hellem Korpus angefertigt und in der Wandnische hinter dem Altartisch angebracht.
Ebenfalls aus Legges Entwürfen stammen die 1966 angefertigten 14 hohen Rundbogenfenster in Bleiverglasung aus Antik- und Opalglas. Lediglich das Fenster über dem Eingang wurde 1961 von Gerdur Helgadottir in Schwarzlotmalerei gestaltet. Die beiden Kölner Bildhauer Theo Heiermann und Elmar Hillebrand gestalteten moderne Kreuzwegstationen, die seitlich in den Nischen an den Pfeilervorsprüngen angebracht wurden und mit farbigem Licht angestrahlt werden können. Moderne, teils dimmbare Beleuchtungskörper sind im gesamten Kirchenraum vorhanden.
Die verschiedenen Heiligen-Figuren stammen aus älterer Zeit, darunter sieben Apostelfiguren in Terrakottaverarbeitung aus dem Jahr 1864 sowie eine Christusfigur mit vier Evangelisten für die frühere Kanzel als Holzschnitzwerk aus dem Jahr 1862. Diese sind heutzutage in einer Holzverkleidung am Wandpfeiler hinter dem Verkündungspult angebracht. Vier größere Figuren aus dem 17. und 18. Jahrhundert erhielt die Kirche aus dem aufgelösten Ursulinenkloster Monschau, darunter eine Schwarze Madonna, die an der Westwand der Kirche auf einem kleinen Tisch unter Glas links neben dem Durchgang zur Turmkapelle aufgestellt ist und um dem sich ein großer schmiedeeiserner Kerzentisch rankt. In einer Wandnische neben dem heutigen Südeingang findet sich ein weiteres Figurenensemble auf einer schwarzen Altarbank mit dem Motiv der Pietà. Das große Ölgemälde auf Holz mit der Darstellung der Kreuzigung rechts dieses Durchganges stammt aus dem 17. Jahrhundert und ist eine Leihgabe des Bistums Aachen.

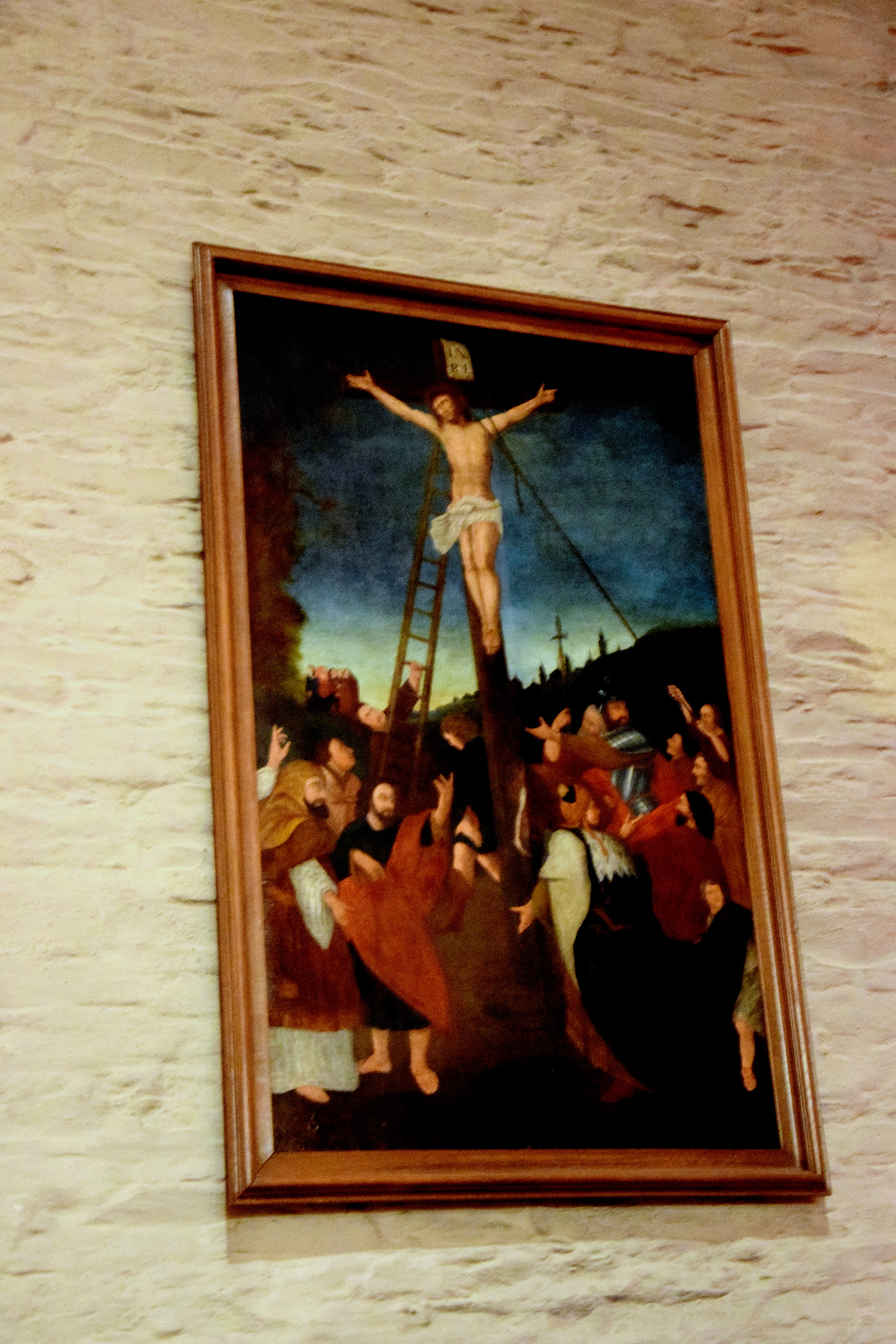
Kreuzigungs-Szene, Öl auf Holz, 17. Jh.
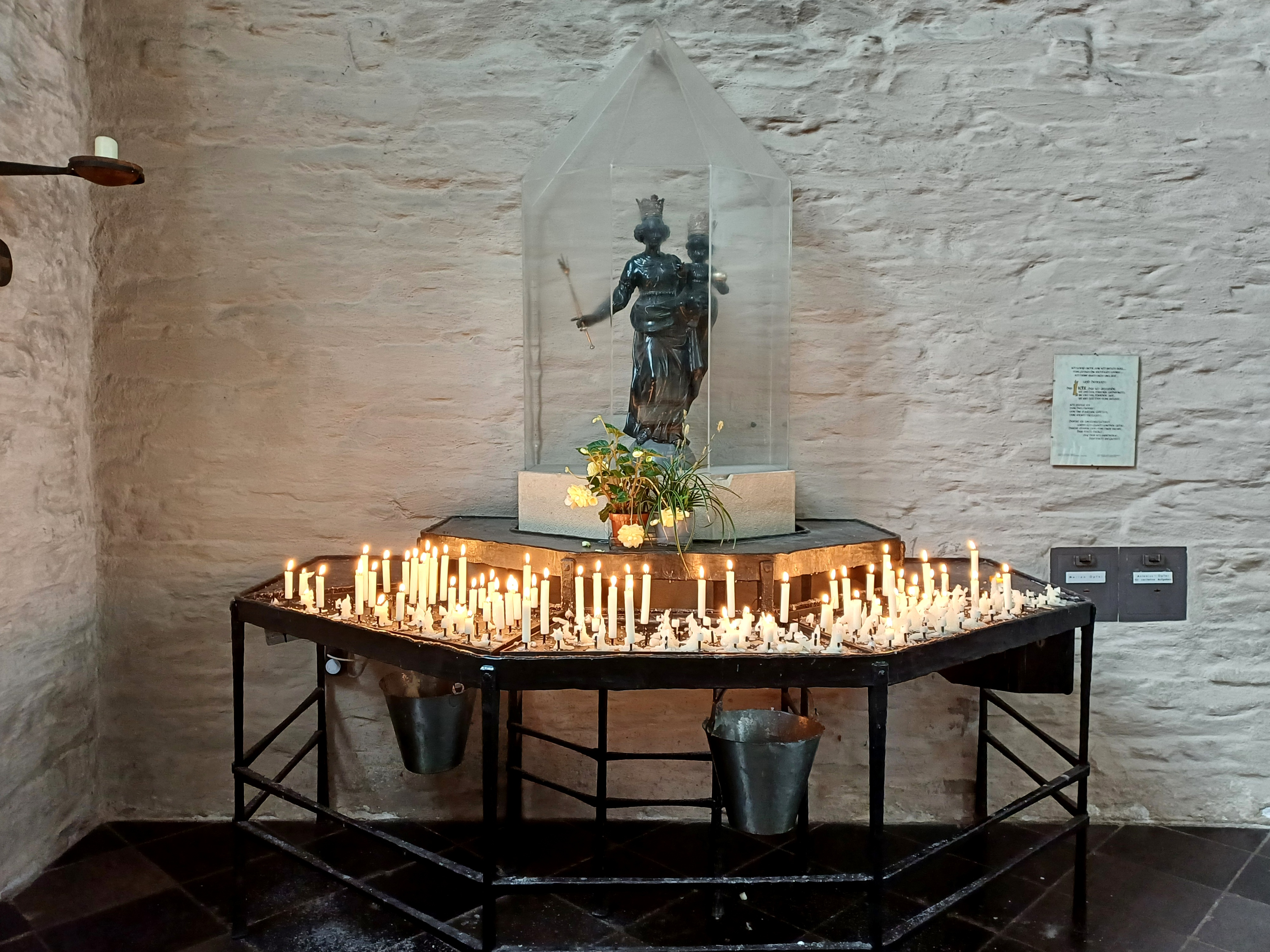
Schwarze Madonna
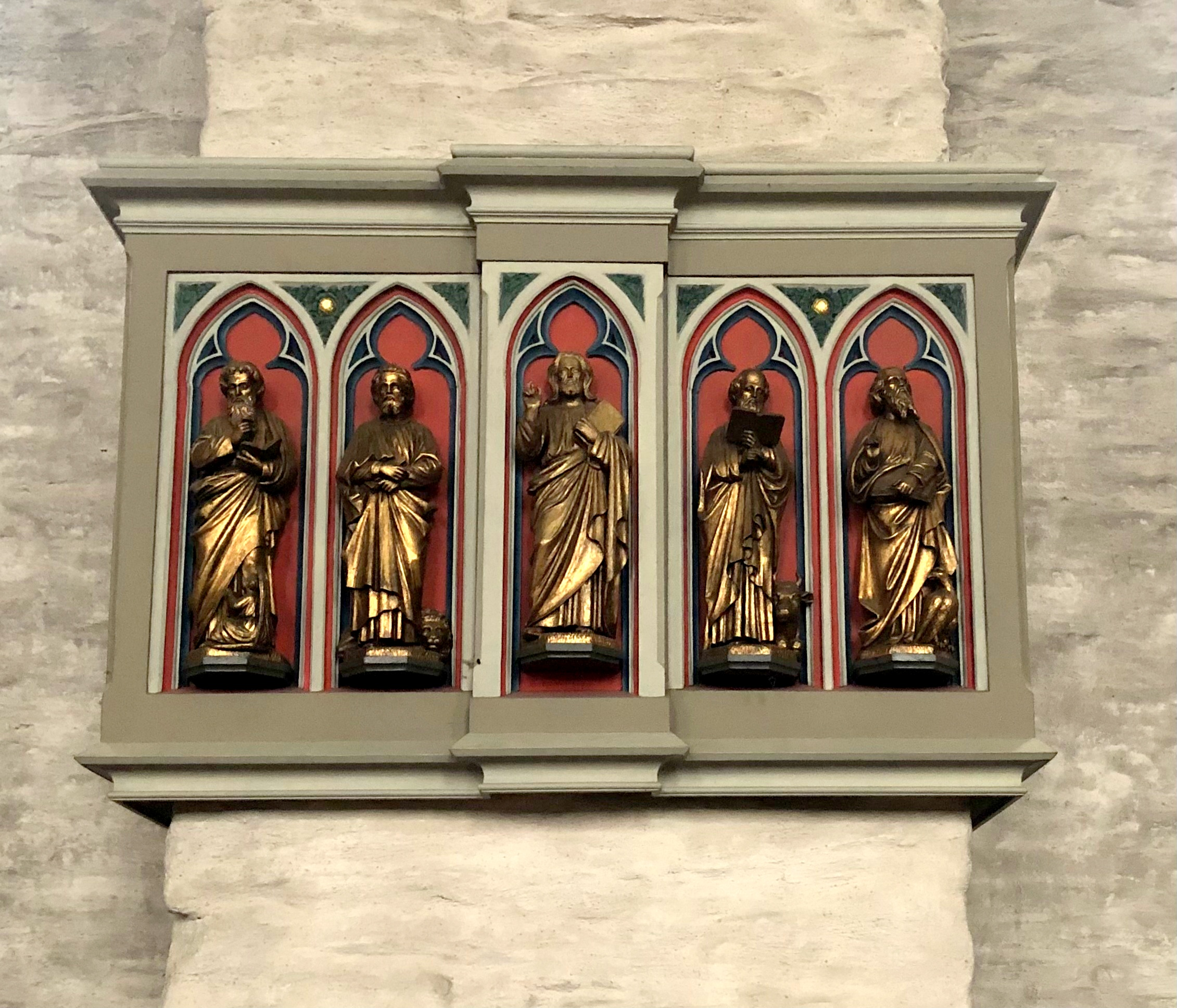
Figurenensemble von der ehem. Kanzel, jetzt Nordpfeiler
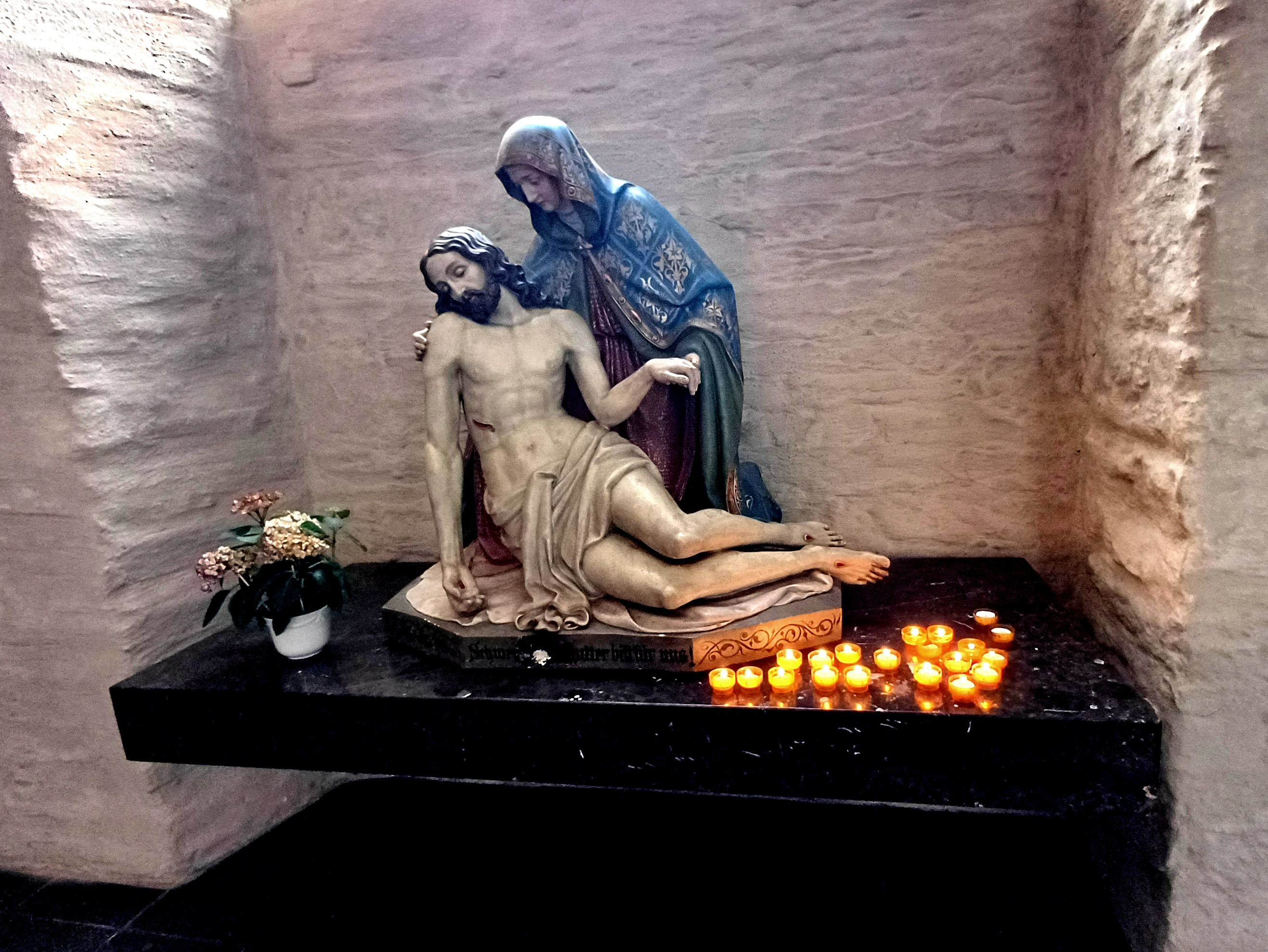
Pietà
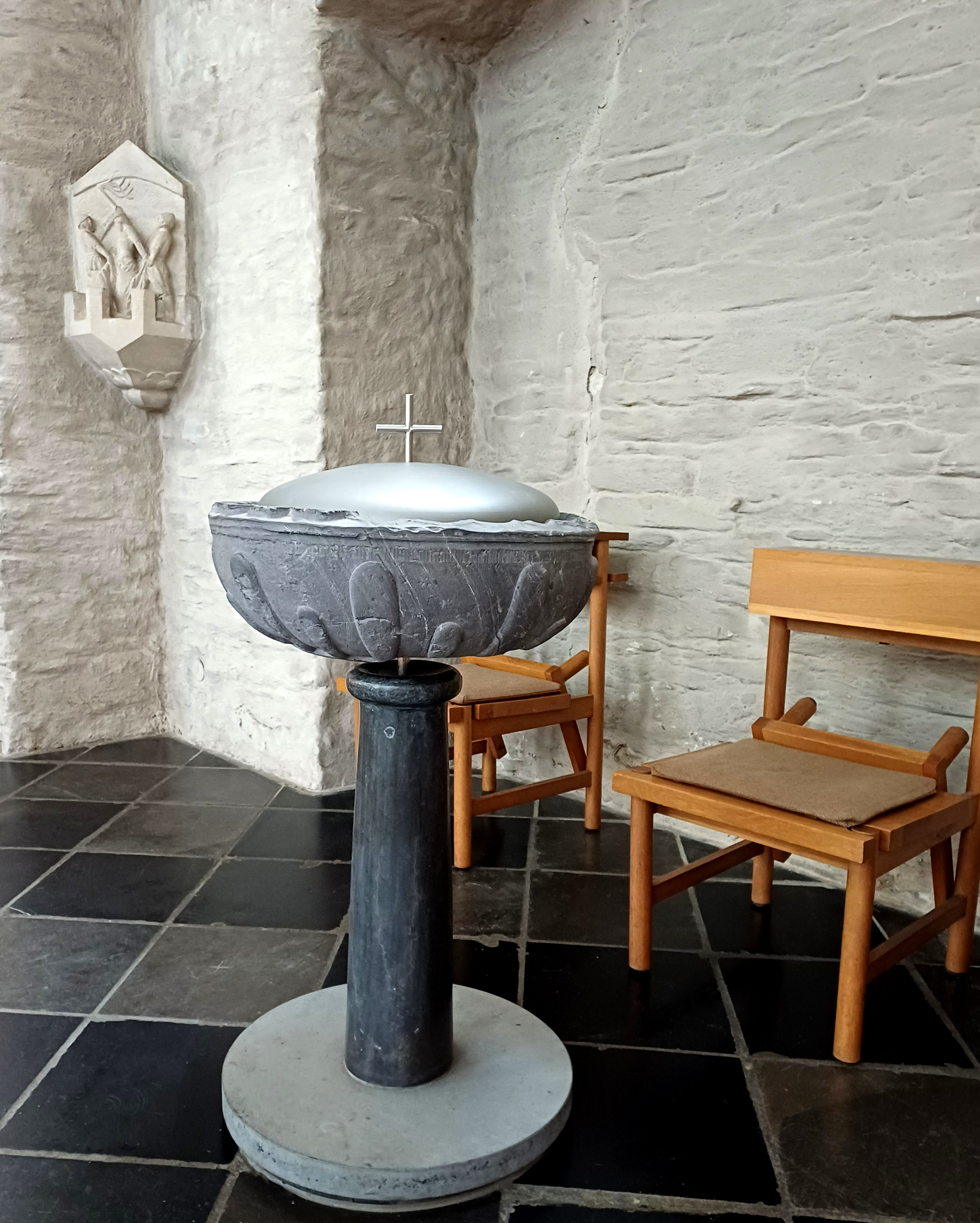
Taufbecken

#### Orgel

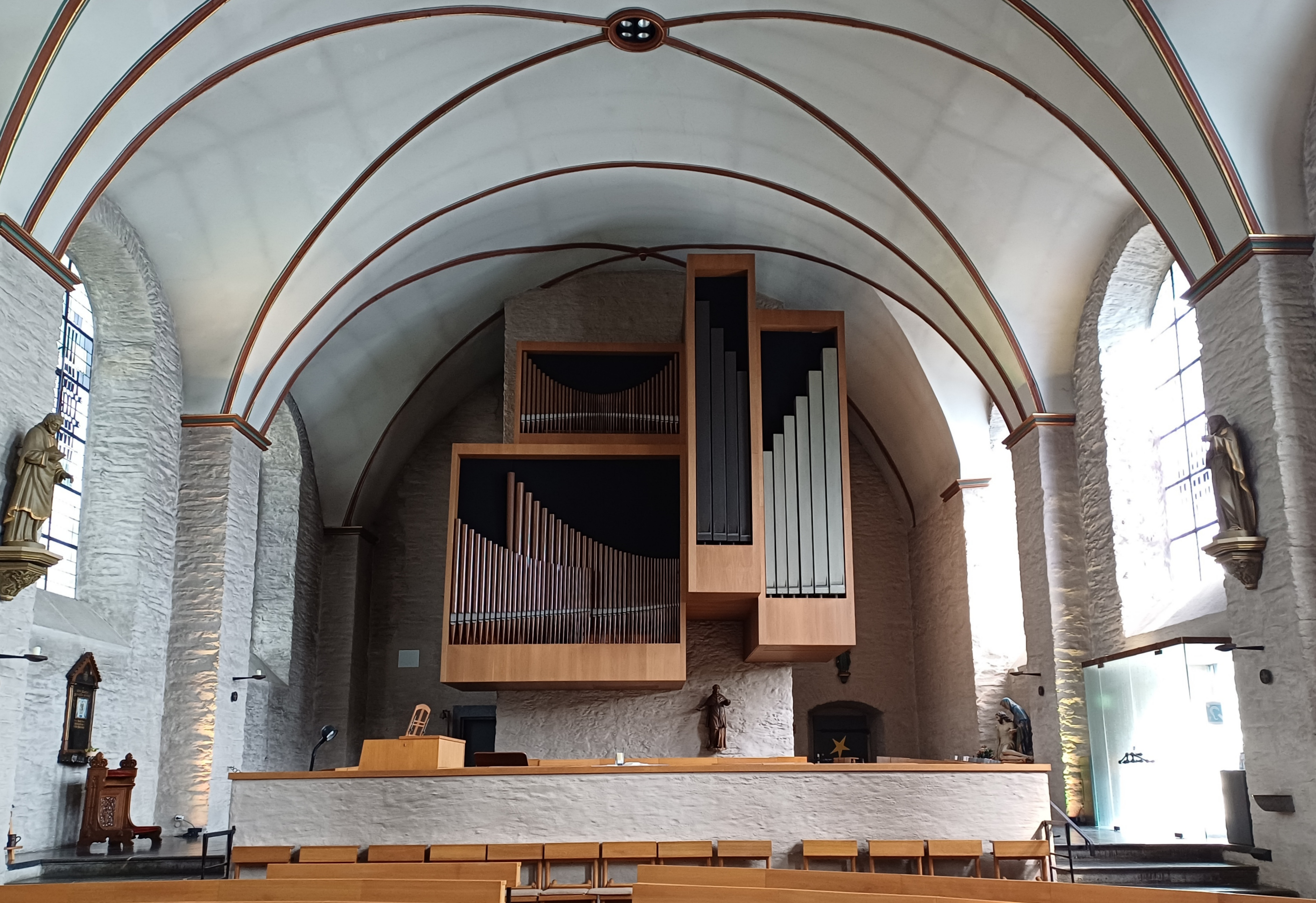
Orgelaufbau auf der ehemaligen Altarfläche

Im Rahmen der Sanierungsmaßnahmen nach dem Großbrand von 1860 wurde auch die neue Stahlhuth-Orgel mit zwei Manualen und Pedal angeschafft. Bei den Umbaumaßnahmen in den 1960er-Jahren wurde die Orgel zunächst abgebaut und in der Aachener Werkstatt der Firma Stahlhuth grundlegend saniert. Dabei wurde sie mit neuem Prospekt ausgestattet, und zwei Register des zweiten Manuals wurden durch ein Carillon und ein Scharff ersetzt. Darüber hinaus erhielt sie nach Plänen von Ursula Legge-Suwelack ein neues Orgelgehäuse und wurde nach Fertigstellung der Arbeiten auf einer neu eingerichteten Orgelbühne im vormaligen Altarraum der Kirche neu aufgestellt.
Die Orgel wurde im Jahr 1996 durch die Firma Gebrüder Stockmann aus Werl restauriert und mit einem Tremulanten im Positiv ausgestattet.
Disposition der Orgel:
| I Hauptwerk C–g3 |        |
| Bordon           | 16′    |
| Prinzipal        | 08′    |
| Harmonieflöte    | 08′    |
| Viola da Gamba   | 08′    |
| Gedacktquinte    | 5 1⁄3′ |
| Praestant        | 04′    |
| Waldflöte        | 04′    |
| Superoktave      | 02′    |
| Sesquialtera II  |        |
| Mixtur IV        | 02′    |
| Trompete         | 08′    |

| Positiv C–g3      |    |
| Rohrflöte         | 8′ |
| Prinzipal         | 4′ |
| Flauto Oktaviante | 4′ |
| Querflöte         | 2′ |
| Carillon II       |    |
| Scharff III       | 1′ |
| Tremulant         |    |

| Pedal C–f1    |     |
| Prinzipalbass | 16′ |
| Subbass       | 16′ |
| Oktavbass     | 08′ |
| Posaune       | 16′ |
| Trompete      | 08′ |